# Ein Traumspiel
Ein Traumspiel (título original en alemán; en español, Fantasmagoría) es una ópera en tres actos con música de Aribert Reimann sobre un libreto de Carla Henius, basado en la pieza de August Strindberg Ett drömspel. Se estrenó el 20 de junio de 1965 en Kiel bajo la dirección de Michael Gielen.